# کوریلیانو کالابرو
کوریلیانو کالابرو (به ایتالیایی: Corigliano Calabro) یک کومونه در ایتالیا است که در استان کزنتزا واقع شده‌است.

## خصوصیات
کوریلیانو کالابرو ۱۹۶ کیلومترمربع مساحت و ۴۰٬۵۰۰ نفر جمعیت دارد و ۲۱۰ متر بالاتر از سطح دریا واقع شده‌است.